# Austin Powers: L'espia que em va empaitar
Austin Powers: L'espia que em va empaitar (títol original en anglès Austin Powers: The Spy Who Shagged Me) és una pel·lícula còmica estatunidenca protagonitzada per l'actor Mike Myers. Aquesta pel·lícula ha estat doblada al català.

## Argument
Intentant dominar el món, el diabòlic geni Dr. Mal torna l'any 1969 per a robar a l'Austin Powers (Mike Myers) el seu secret de poder sexual: "La marxa", o "El-no-sé-què". Ara l'Austin ha de viatjar en el temps per a recuperar-lo i detenir al seu enemic abans que aquest destrueixi el món. Junt a l'atractiva agent de la CIA Felicity Cardoguai (interpretada per l'actriu britànica Heather Graham), l'Austin s'haurà d'enfrontar a l'Imperi del crim organitzat i al malèvol Dr. Mal.

## Repartiment
- Mike Myers: Austin Powers, Dr. Mal, Bacó Cabró
- Heather Graham: Felicity Cardoguai[3]
- Michael York: Basil Exposition
- Robert Wagner: Número 2
- Rob Lowe: Jove número 2
- Mindy Sterling: Frau Farbissina
- Seth Green: Scott Mal
- Verne Troyer: Mini Jo
- Elizabeth Hurley: Vanessa Kensington
- Gia Carides: Robin Empassa
- Will Ferrell: Mustafa
- Oliver Muirhead: coronel britànic
- Clint Howard: Johnson Ritter
- Kristen Johnston: Marisa ElParrús
- Kevin Durand: Bazooka Marksman Joe
- Jeff Garlin: Cyclops
- Jennifer Coolidge: dona al partit de futbol
- John Mahon: coronel de l'OTAN
- Michael McDonald: soldat de l'OTAN
- Burt Bacharach: Ell mateix
- Elvis Costello: Ell mateix
- Jerry Springer (cameo): Ell mateix
- Steve Wilkos (cameo): Ell mateix
- Rebecca Romijn: Herself
- Woody Harrelson: Ell mateix
- Fred Willard: comandant de la missió
- Tim Robbins: El president
- Mitch Rouse (no surt als crèdits): Ell mateix
- Tony Jay (no surt als crèdits): Veu del narrador
- Willie Nelson: Ell mateix

## Premis i nominacions

### Premis
- 2000. Grammy a la millor cançó escrita per pel·lícula, televisió o mitjà visual per Madonna i William Orbit amb "Beautiful Stranger"

### Nominacions
- 2000. Oscar al millor maquillatge per Michèle Burke i Mike Smithson
- 2000. Globus d'Or a la millor cançó original per Madonna i William Orbit amb "Beautiful Stranger"
- 2000. Grammy al millor àlbum de banda sonora